# Symplectoscyphus levinseni
Symplectoscyphus levinseni is een hydroïdpoliep uit de familie Sertulariidae. De poliep komt uit het geslacht Symplectoscyphus. Symplectoscyphus levinseni werd in 1904 voor het eerst wetenschappelijk beschreven door Nutting. 